# Исторический факультет БГУ
Истори́ческий факульте́т Белорусского государственного университета (бел. Гістарычны факультэт Беларускага дзяржаўнага ўніверсітэта) основан в 1934 году. Является одним из двух ведущих центров исторической науки в Республике Беларусь (наряду с Институтом истории Национальной академии наук), в том числе основной центр по изучению всеобщей истории.

## Общие сведения
С начала своей деятельности факультет подготовил свыше 15 тыс. специалистов. Ежегодно это число увеличивается примерно на 250 человек. Подготовка студентов осуществляется по пяти специальностям — регионоведение, история, архивное дело, музейное дело и охрана историко-культурного наследия, управление документами. Обучение ведётся на двух потоках — белорусскоязычном и русскоязычном и длится четыре года (на заочном отделении — пять лет). С третьего курса студенты обучаются по выбранной профилизации и специализации.
Основными научными направлениями, в рамках которых ведутся исследования сотрудниками факультета, являются история Беларуси, политическая история славянских стран, этно-культурные процессы в Центральной и Восточной Европе, историография, источниковедение, методы исторического исследования, историческая информатика, история античного христианства, история стран Ближнего Востока и Северной Африки, германистика, музейная работа, её история.
На факультете работает 103 преподавателя (из них 12 докторов исторических наук и 83 кандидатов исторических наук). Число обучающихся студентов — около 800 человек. В настоящее время является самым авторитетным факультетом в Беларуси, готовящим специалистов исторического профиля.

## История
- Василий Щербаков (1934—1936)
- Иван Чимбург (1936—1937)
- Алексей Пьянков (1937—1941)
- Владимир Шевченко (1943—1944)
- Лука Шашков (1944—1947)
- Фёдор Нечай (1947—1953)
- Алексей Сидоренко (1953—1955)
- Пётр Савочкин (1955—1973)
- Ираида Царюк (1973—1986)
- Эдуард Загорульский (1986—1991)
- Пётр Шупляк (1991—1996)
- Олег Яновский (1996—2001)
- Сергей Ходин (2001—2016)
- Александр Кохановский (с 2016)

С 1921 по 1934 год специалистов по истории готовили на двух факультетах университета: факультете общественных наук и педагогическом. Исторический факультет открылся в 1934 году, его первым деканом стал академик АН БССР Василий Щербаков. Первоначально факультет состоял всего трёх кафедр: истории СССР и БССР, истории древнего мира (заведующий профессор Николай Никольский) и средних веков (заведующий профессор Владимир Перцев). Первоначальный штат факультета состоял из 18 преподавателей (1 академик, 2 профессора, 10 доцентов, 1 аспирант, 4 преподавателя иностранных языков). Первый набор составил 67 студентов. В 1930—1940-е годы факультет находился на втором этаже биологического корпуса университетского городка БГУ (сегодняшнее здание геофака). В конце 1940 — начале 1950-х годов факультет был в том же здании, однако позднее он не единожды переезжал: 1952—1954 годах — в химическом корпусе университетского городка БГУ (сегодняшний НИИ ядерных проблем БГУ); 1954—1958 годах — в здании юрфака по ул. Хмельницкого; 1958—1961 годах — в так называемом «гуманитарном» корпусе на сегодняшней Красноармейской, 6; 1960—1990-е годах — в главном корпусе БГУ.
С 1937 года на факультете действует кафедра истории нового и новейшего времени (стран Европы и Америки), которую по 1987 год возглавлял профессор Лев Шнеерсон. Это единственная кафедра, которая не претерпела реорганизации за время существования факультета и сохранила своё первоначальное наименование. В 1955 году произошло объединение кафедры истории древнего мира с кафедрой истории средних веков в одну кафедру. В 1973 году была основана кафедра археологии и вспомогательных исторических дисциплин под управлением профессора Эдуарда Загорульского. В 1992 году была создана кафедра источниковедения и музееведения, которую возглавил профессор Владимир Сидорцов. В процессе реорганизации кафедры российской и славянской истории в 1998 году была сформирована кафедра истории России во главе с профессором Игорем Оржеховским и кафедра истории южных и западных славян, которую возглавил доцент Анатолий Сальков. В 2000/2001 учебном году общеуниверситетская кафедра политической истории (бывшая кафедра истории КПСС) вошла в состав кафедры истории Беларуси нового и новейшего времени. В 2001 году в процессе реорганизаций образовалась кафедра этнологии, музеологии и истории искусств, первый заведующий — Павел Терешкович, а с 2008 года, после ухода Терешковича из БГУ, кафедру возглавлял до 2024 года Тадеуш Новогродский.
За 1991—2000 годы общее число преподавателей факультета выросло с 58 почти до 100, в том числе число докторов и кандидатов исторических наук увеличилось с 9 и 42 до 17 и 64 соответственно. Число публикаций выросло с 91 публикации объёмом 115 печатных листов в 1991 году до 325 публикаций объёмом 456 печатных листов в 2000 году.
При факультете действовал ряд отделений, которые затем оформились в отдельные факультеты: философско-экономическое — в 1989 году, международных отношений — в 1995 году. В начале 1990-х годов на факультете были созданы две учебные лаборатории — информатики и технических средств обучения, позже были основаны учебная лаборатория музейного дела и лаборатория белорусской национальной культуры.
Период с 1999 по 2004 год был для факультета временем активного поиска форм усовершенствования его организационной структуры. В результате были изменены функции заместителей декана и принято Положение о деканате. На сегодняшний день исторический факультет БГУ является ведущим в Беларуси центром по подготовке педагогических и научных кадров историков, архивистов, музееведов, документоведов, регионоведов. Преподаватели факультета сыграли большую роль в формировании национальной исторической школы и создании национальной концепции истории. Поддерживаются научные контакты с университетами Москвы, Киева, Вильнюса, Львова, Йены, Бохума, Вроцлава, Варшавы, Люблина, Познани, Будапешта.

## Здание
Здание на месте сегодняшнего истфака появилось в 1863—1867 гг. как дом купца Сакера и его семьи. На земельном участке располагалось несколько объектов: двухэтажный дом, который соединялся с одноэтажным флигелем (стоял перпендикулярно относительно дома и на начало XX века уже имел три этажа), деревянный одноэтажный дом и сарай. В главном здании, после разрешения попечителя Виленского учебного округа, которое было дано в январе 1906 года, разместилась частная с правами правительственной мужская гимназия С. П. Зубакина и К. О. Фальковича. В годы Первой мировой войны здесь находился военный лазарет. В 1918—1919 годах гимназия была национализирована и таким образом в 1921 году здание попало в руки университета.
По воспоминаниям М. Б. Кроля, до начала работы БГУ, задумывалась передача гимназии Фальковича медфаку университета под хирургическую и терапевтическую клинику, однако этим планам не было суждено сбыться.
Теперь в «Доме № 1 БГУ» с лета 1921 года размещалось правление (ректорат) университета, канцелярия, университетская библиотека, столярная мастерская и рабочий факультет. С. Я. Вольфсон писал: «маленькая — четыре квадратных сажен — комната в здании бывшей гимназии Фальковича, теперь правление будущего университета, на углу Магазинной и Красноармейской улиц… в комнатке — человек 15 профессоров и преподавателей, завтра — 30 октября 1921…».
Как пишет Олег Антонович Яновский: «в этом здании, за несколько недель до официального открытия БГУ, начались занятия на его рабочем факультете». Здесь же фактически на рабочем месте (в маленькой комнате на 2-м этаже) некоторое время жил первый ректор университета В. И. Пичета. Кроме этого, в доме находились квартиры научно-технических работников БГУ.
О. А. Яновский пишет, что именно в «Доме № 1» решались все главные вопросы университетского строительства, сюда приезжали первые профессора, чтобы быть принятыми на работу. Здесь не раз бывал А. Г. Червяков, тут же читал свои лекции В. Г. Кнорин. С 1921 года в Доме № 1 проходили заседания научных кругов, действовали научные общества «Истории и древностей», «Научное общество БГУ», проводились публичные научные чтения, происходили встречи студенчества с Купалой и Коласом. А в 1930-е годы в бывшей гимназии уже размещался Коммунистический институт журналистики БССР имени С. М. Кирова.
Здания сильно пострадали в начале Великой Отечественной войны — от них остались только стены. После войны, по плану архитектора А. Е. Кудравицкого, двухэтажный дом ожидал снос — на его месте возводилось четырехэтажное здание, а трехэтажный флигель хотели отремонтировать и объединить с новым корпусом. Такой обновленный комплекс планировали передать Институту иностранных языков, однако ситуация изменилась и в 1951 году это место отошло Министерству торговли. Через 2 года было принято решение о размещении здесь техникума советской торговли и школы торгово-кулинарного ученичества. В новом здании должны были обосноваться лаборатории химии, физики, микробиологии, технологии приготовления пищи, а также ряд учебных аудиторий.
В результате план Кудравицкого был реализован — в 1953—1957 годах на «базе разрушенной коробки» возник новый четырехэтажный неоклассический корпус (автор проекта — Я. Г. Шапиро), который объединили с восстановленным трехэтажным флигелем. Для размещения техникума были подготовлены специальные кабинеты, химическая, микробиологическая, технологическая лаборатории, библиотека и физкультурный зал, однако молодой ректор Антон Севченко добился передачи здания в руки университета. В этом, так называемом «гуманитарном» корпусе находились исторический, филологический и юридический факультеты БГУ. После 1961 года остался только филологический факультет. С 1992 года это здание принадлежит историческому факультету БГУ.
В 2021 году здание факультета было закрыто на реконструкцию с элементами реставрации, и факультет временно перевели в здание на ул. Менделеева, 36. В ходе реконструкции стало известно об уничтожении декоративного панно с изображением Кастуся Калиновского. 23 января 2025 года здание факультета было снова открыто. Результаты реконструкции (разработка проекта — ООО «ИнжСпецСтройПроект») критиковались за уничтожение многих внутренних элементов отделки здания, которое является памятником архитектуры республиканского значения. Помимо панно с Кастусём Калиновским, было уничтожено также панно с сюжетом из произведений Янки Купалы. Лепные карнизы и розетка на потолке были скрыты подвесными потолками, большинство интерьеров покрыты чёрно-белым керамогранитом. Оригинальные элементы отделки заменялись на геометрически ровные типовые строительные детали, из дверных фрамуг убрали стёкла, на стенах и потолках оказалось большое количество датчиков, коробов, указателей выхода, кондиционеров. Фасад здания пострадал меньше, хотя подножия полуколонн портика были сбиты и заштукатурены. Опрошенные изданием «Наша Ніва» специалисты назвали результаты работы по реконструкции с элементами реставрации факультета, где готовят в том числе и специалистов в области музейного дела и охраны историко-культурного наследия, «издевательством над реставрацией, вредной и неумелой халтурой».

## Структура
В составе факультета 9 кафедр:
| Кафедра                                                   | Заведующий                 |
| --------------------------------------------------------- | -------------------------- |
| Кафедра истории Беларуси древнего времени и средних веков | профессор Степан Темушев   |
| Кафедра истории Беларуси нового и новейшего времени       | доцент Анна Маскевич       |
| Кафедра истории России                                    | профессор Олег Яновский    |
| Кафедра истории древнего мира и средних веков             | доцент Наталья Кошелева    |
| Кафедра истории нового и новейшего времени                | профессор Владимир Кошелев |
| Кафедра истории южных и западных славян                   | доцент Анатолий Сальков    |
| Кафедра источниковедения                                  | профессор Сергей Ходин     |
| Кафедра археологии и специальных исторических дисциплин   | доцент Полина Курлович     |
| Кафедра этнологии, музеологии и истории искусств          | доцент Андрей Латушкин     |

На факультете также действуют
- исторический музей;
- литературное объединение;
- две студенческие научно-исследовательские лаборатории;
- ассоциация выпускников факультета.

## Руководство факультета
Декан — Александр Кохановский;
Заместитель декана по воспитательной работе — Алина Веремейчик;
Заместитель декана на общественных началах по учебной работе и образовательным инновациям — Ирина Лебедева;
Заместитель декана на общественных началах по научной работе и международному сотрудничеству — Виталий Репин.

## Музей исторического факультета
Факультет располагает одним из пяти музеев университета. Первоначально созданный в 1924 году, был разделён на музей истории БГУ и учебный музей исторического факультета (официально — учебная лаборатория музейного дела). На основе музейных коллекций организована учебная и научно-исследовательская деятельность студентов, которые пишут курсовые и дипломные работы. Здесь же студенты проходят музейную практику.
Экспозиция состоит из трех частей: этнографической, археологической и нумизматической. Наибольший интерес у посетителей всегда вызывает нумизматическая коллекция, собранная белорусским историком Валентином Рябцевичем.